# Benjamin Smith Barton

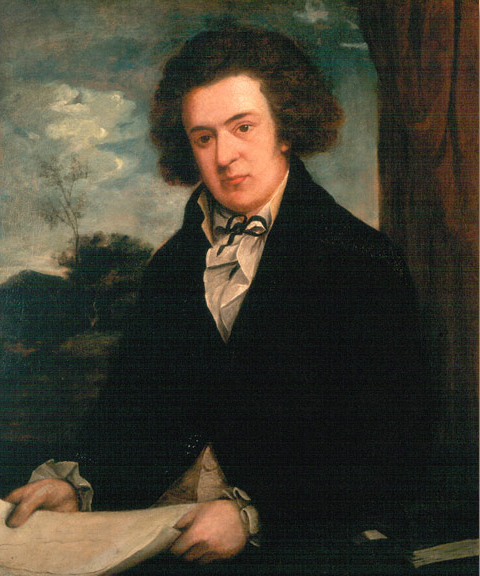
Benjamin Smith Barton

Benjamin Smith Barton (n. 10 februarie 1766 – d. 19 decembrie 1815) a fost un botanist, naturalist și fizician american.

## Biografie
Tatăl lui Barton, reverendul Thomas Barton a fost un imigrant irlandez din Carrickmacross care a deschis o școală în apropiere de Norristown, Pennsylvania în 1751. Mama lui a fost Esther Rittenhouse, sora astronomului și matematicianului american David Rittenhouse.
În botanică, abrevierea lui de autor este Barton.
În 1815, Barton a murit de tuberculoză la New York.